# 서울 선농단
서울 선농단(서울 先農壇)은 대한민국 서울특별시 동대문구에 위치한 사적으로 조선 시대에 신농(神農)씨와 후직(后稷)씨를 제사 지내던 곳이다. 1972년 8월 30일 서울특별시의 유형문화재 제15호로 지정되었다가, 2001년 12월 29일 대한민국의 사적 제436호로 승격되었다.

## 개요
태조 이래로 임금이 친히 이곳에서 춘분과 추분에 농사의 풍년을 기원하는 선농제(先農祭)를 지냈으며, 가뭄이 심할 때는 기우제(祈雨祭)를 지냈다. 선농제를 올린 뒤에는 선농단 동남쪽에 마련된 적전(籍田)에서 왕이 친히 밭을 갈아 백성들에게 농사일의 소중함을 알리고 권농에 힘썼다. 이때 농부들 중에서 고령다복한 사람을 뽑아 임금을 도와 같이 밭을 갈게 하였다. 이 친경(親耕) 행사는 대한제국의 마지막 황제인 순종 융희 4년(1910년)까지 계속되었다. 현재 선농단에는 가로 세로 4m의 제단과 문인상만 남아 있다.
천연기념물로 지정된 크고 오래된 향나무가 있다.

## 선농단 권역

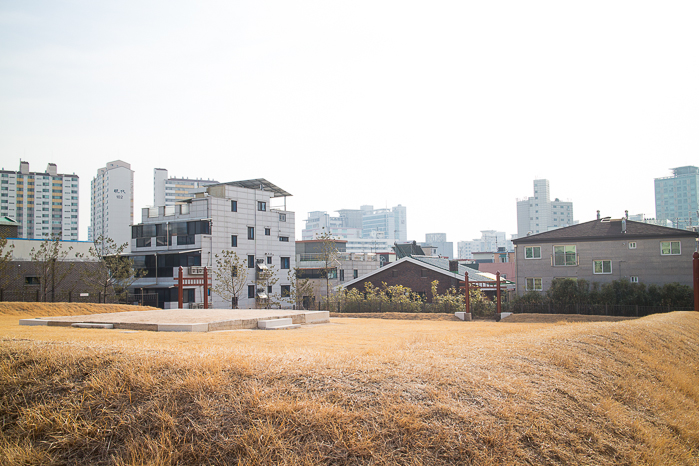
선농단 일대

선농단의 권역은 제기동역에서 선농단에 이르는 일대로 추정된다. 일제강점기에 경성여자사범학교, 한국 전쟁 이후로는 서울대학교 사범대학이 이곳에 옮겨왔으며, 1975년 서울대학교가 관악캠퍼스로 이전한 이후에는 제단과 향나무가 있는 일부 터만 남기고 주택가가 조성되었다. 1973년 서울시 지방문화재로 지정될 당시에는 경내에 친경대가 남아 있다고 보도되었으나, 현재는 그 위치를 찾을 수 없다.

## 선농제의 재현
선농제
매년 곡우가 되면 과거의 선농제가 재현된다. 선농제에서는 옛 복장을 갖춘 이들이 임금의 행차에서부터 제사까지의 과정을 재현하며, 선농단에서 유래되었다고 전해지는 설렁탕을 행사를 관람하는 이들에 제공한다.
한양 풍물놀이
조선 시대에 왕의 친경을 경축하고 풍년을 기원하는 놀이로 1980년 제주에서 개최된 전국민속경연대회에 출품되었다. 한양풍물놀이는 모심기·논매기소리, 아낙네호미춤, 곱사춤, 홍두깨춤, 무당춤, 대동풍물놀이 등으로 구성되어 있다.

## 선농단역사문화관
2015년 서울 동대문구에서 선농단의 역사와 의의를 전시하는 목적으로 개관하였으며 선농단입구에 있다.

## 같이 보기
- 서울 선농단 향나무 - 대한민국의 천연기념물
- 설렁탕

## 참고 자료
- 서울 선농단 - 국가유산청 국가유산포털

 본 문서에는 서울특별시에서 지식공유 프로젝트를 통해 퍼블릭 도메인으로 공개한 저작물을 기초로 작성된 내용이 포함되어 있습니다.